# Tiszakóród
Tiszakóród là một thị trấn thuộc hạt Szabolcs-Szatmár-Bereg, Hungary. Thị trấn này có diện tích 16,69 km², dân số năm 2010 là 707 người, mật độ 42 người/km².